# Вилья-Мансано
Вилья-Мансано (исп. Villa Manzano) — город и муниципалитет в департаменте Хенераль-Рока провинции Рио-Негро (Аргентина).

## История
В 1943 году эти земли приобрели братья Мансано. В 1947 году они построили ирригационный канал, доставивший сюда воду из реки Неукен, и в 1952 году на этих землях был основан город, названный в их честь. В 1985 году был образован муниципалитет.